# アヴェンジド・セヴンフォールド
アヴェンジド・セヴンフォールド（Avenged Sevenfold、略称: A7X）は、アメリカ合衆国で結成された5人組ヘヴィメタルバンド。

## 概要
カリフォルニア州ハンティントン・ビーチの出身で、1999年に結成された。メンバーは、リード・ヴォーカル担当のM.シャドウズ、リズム・ギターとバック・ヴォーカル担当のザッキー・ヴェンジェンス、リード・ギターとバック・ヴォーカル担当のシニスター・ゲイツ、ベースのジョニー・クライスト、そしてドラムズのブルックス・ワッカーマンである。
彼らは、その幅広い多様な要素から成るサウンド、そして劇的で聴き手の心の中に映像を喚起するようなアルバム・カヴァーとTシャツで知られている。アヴェンジド・セヴンフォールドは、デビューアルバムの「サウンディング・ザ・セヴンス・トランペット」ではメタルコアサウンドを聞かせていたが、そのスタイルは徐々に進化して、三枚目のアルバムでかつメジャー・レーベルからの一枚目となる「シティ・オヴ・イーヴル」ではハード・ロック／ヘヴィ・メタルのサウンドを聞くことができる。バンドは新しいサウンドを探求することを続け、四枚目にはセルフタイトルのアルバム（「アヴェンジド・セヴンフォールド」）を発表して成功し王道を行く姿勢を示した。しかしドラマーのザ・レヴが2009年に亡くなる。その後、レヴの死に負けることなく、ドリーム・シアターの前ドラマーであるマイク・ポートノイの援助を得てバンドは活動を続け、五枚目のアルバム「ナイトメア」を2010年に発表し、ツアーを行う。この「ナイトメア」は、ビルボード200で彼らの最初の初登場一位を記録したアルバムとなった。彼らの最新アルバム「ヘイル・トゥ・ザ・キング」は2013年に発表されたが、このアルバムから新しいドラマーのエイリン・イラハイが参加している。「ヘイル・トゥ・ザ・キング」は、フィンランド、ブラジル、カナダ、アイルランドだけでなく、アメリカのビルボード200、イギリスのアルバム・チャートでも第一位を記録している。
これまでにアヴェンジド・セヴンフォールドは8枚のスタジオ・アルバムとDVDと組み合わせたコンピレーションのライヴアルバムを1枚、そして18枚のシングルを発売しており、世界中で800万枚以上の売り上げを上げている。

## 経歴

### バンド結成と初期の録音(1999-2000)
バンドは1999年にカリフォルニア州ハンティントンビーチで結成された。オリジナル・メンバーは、M.シャドウズ、ザッキー・ヴェンジェンス、ザ・レヴ、そしてマット・ウェントである。M.シャドウズはバンド名を、旧約聖書創世記の第4章24節の句 "If Cain shall be avenged sevenfold, truly Lamech seventy and sevenfold."に依ってつけた。ただし、バンド自体は特に宗教的な要素を出してはいない。
バンドの結成と同時に、メンバー一人一人が「ステージ名」とでも言うべき別名を名乗ることにした。これは、高校時代にすでにあだ名となっていたものだった。マット・ウェントは後にジャスティン・セインに交替する。セインはもともとサバーバン・レジェンズのベーシストだった。
デビュー・アルバムの発売より先に、バンドは2曲のデモ演奏を1999年と2000年に録音している。

### サウンディング・ザ・セヴンス・トランペット、ウェイキング・ザ・フォーレン(2001-2004)
2001年の中頃、ベーシストのジャスティン・セインが自殺未遂をしたと報道された。かぜ薬の大量摂取によるものだった。この自殺未遂事件は、バンドのテイク・アクション・ツアーに影響を与えた。セインは入院中に回復の兆しが見られず、デミオン・アッシュに交替することになる。M.シャドウズはインタヴューの中でセインについて、「彼は薬のやり過ぎで頭が完全にイカレてしまっていたんだ。長いこと精神病の施設に入っていたんだよ」と述べている。「そういうことをする奴がバンドにいたら、身の回りのことすべてがダメになってしまうんだ。それでみんなにはそういうことが起きないようにどうにかしたいと思うもんだよ」
アヴェンジド・セヴンフォールドのデビュー・アルバムである「サウンディング・ザ・セヴンス・トランペット」は、バンドのメンバーがちょうど18歳くらいで高校在学中に録音されたものである。もともとは最初に契約したレコード・レーベルであるグッド・ライフ・レコーディングズから2001年に発売されたものだった。1999年の末に、リード・ギターのシニスター・ゲイツがバンドに加入した後（ゲイツは当時18歳だった）、アルバムの第一曲目である「トゥ・エンド・ザ・ラプチャー（携挙を終えるために）」がバンドメンバー全員の特色が出るよう再録音された。その後アルバムそのものが2002年にホープレス・レコーズから再発された。バンドは注目を集め始め、マッシュルームヘッドやシャドウズ・フォールといったアーティストと共演するようになり、テイク・アクション・ツアー（ホープレス・レコーズ主催のツアー）に出演する。
ジョニー・クライストという新しいベーシストを見つけて、グループは「ウェイキング・ザ・フォーレン」という名の二枚目のスタジオ・アルバムをホープレス・レコーズから2003年8月に発売する。前作に比べて、より洗練され円熟した音の作りとなっていた。バンドはビルボードとボストン・グローブ紙（ボストンの日刊紙）で紹介され、ヴァンズ・ワープト・ツアー（アメリカの靴メーカー後援のツアー）に出演する。2004年に再度ヴァンズ・ワープト・ツアーに出演し、「アンホリー・コンフェッションズ」のヴィデオを録音する。このヴィデオはMTV2のヘッドバンガーズ・ボールでローテーションとなった。ウェイキング・ザ・フォーレンを発表してまもなく、バンドはホープレス・レコーズを離れ、ワーナー・ブラザース・レコードと契約する。

### シティ・オヴ・イーヴル(2005-2006)
2005年に3rdアルバム『シティ・オブ・イーヴル』を発売。アイアン・メイデンなど正統派メタルの影響を取り入れてより幅広い人気を獲得した。これを受けて2006年にワーナーミュージック・ジャパンからもアルバムが発売されることになった。

### アルバム「アヴェンジド・セヴンフォールド」とザ・レヴの死(2007–2009)
2007年、バンド名を冠した4thアルバム『アヴェンジド・セヴンフォールド』を発売。Billboard 200チャートで初登場4位を記録し、その後RIAAによってゴールドディスク（50万枚）に認定されるなど、商業的にも一定の成功を収めている。2009年4月までセルフタイトルアルバムを携えたツアーを行った。
2007年発売のグッド・シャーロットの"The River"に、M.シャドウズとシニスター・ゲイツがゲスト参加している。またM.シャドウズは2010年発売の元ガンズ・アンド・ローゼズのスラッシュのソロアルバムにもゲストヴォーカリストとして参加している。

2009年12月28日（現地時間）に、ドラマーのレヴが南カルフォルニアの自宅で亡くなっているのが発見された。死因は処方薬とアルコールの偶発性過剰摂取と検死後明らかに。
メンバーたちは次のような声明文をオフィシャル・サイト上に掲げている。

| 「 | 彼は世界屈指のベスト・ドラマーのひとりであるのみならず、それ以上に、我々にとっては親友であり、兄弟同然の存在だった。我々の想いと祈りを彼の家族に捧げると共に、皆さんにも、困難に直面している家族のプライバシーを重んじていただけるようご理解を請いたい。 | 」 |

2010年2月17日(現地時間)、ドラマーのレヴが生前にフェイヴァリット・ドラマーとして常に名前を挙げていたドリーム・シアターのマイク・ポートノイを迎え、ニュー・アルバムの制作のためスタジオ入りすることが明らかとなった。

バンドはスタジオ入りを前に、オフィシャルサイトにて次のような声明を発表している。

| 「 | 俺たちはジミーが大好きだったドラマーのマイク・ポートノイに、ジミーの代わりにレコーディングに参加してくれないかと頼んだんだ。マイクは彼が望んでいたことだったなら光栄だと言ってくれた。世界最高峰のドラマーのひとりであるマイクが参加してくれるのは、俺たちにとって慰めでもあるんだ。 大切な仲間がいなくなり、これまでとは同じじゃないとしても、ジミーのエッセンスは俺たちの心のなかで生きていて、作品を作り上げるのを手助けしてくれる。俺たちのファン、そしてジミーのために、こうしてレコーディングできることにとても興奮しているよ。 | 」 |

2010年5月7日(現地時間)、ドリーム・シアターのマイク・ポートノイが、アヴェンジド・セヴンフォールドのツアーに参加する事を表明した。

| 「 | 今は、本当にこの「少年たち」とツアーに出られる事にエキサイトしているんだ。ニュー・アルバムからの俺のドラムを、そしてレヴが残してきた今までの楽曲を叩く事に敬意を表するよ。--マイク・ポートノイ | 」 |

またアヴェンジド・セヴンフォールドのギター、ザッキー・ヴェジェンスは下記のようなコメントを発している。
| 「 | 噂は真実となり、スタジオでのレコーディングに参加してくれたマイク・ポートノイが、今年の後半に来たる俺達のツアーに参加してくれる事となった。みんなにツアーで会えるのを楽しみにしてるよ。時間、そして才能を俺達の為に再び捧げてくれる事を決めてくれたマイクに、本当に感謝しているよ。Much Love and Respect | 」 |

### ナイトメア(2010–2011)
2010年7月、5thアルバム『ナイトメア』を発売。イギリスでは全英アルバムチャートで初登場5位を記録し、アメリカでは最初の週に163,000枚を売りあげてBillboard 200チャートで初登場1位を記録した。
2010年12月16日、マイク・ポートノイはFacebookでバンドを離れたことを明かし、2011年1月よりエレン・イラハイ（元Confide）がセッション・ツアードラマーとして参加した。
2013年8月9日(現地時間)、2011年よりツアードラマーとしてアヴェンジド・セブンフォールドに参加していたエレン・イラハイが正式に加入することがコネチカット公演でシャドウズの口から発表された。

### ヘイル・トゥ・ザ・キング (2012–present)
2013年8月、6枚目のアルバム『ヘイル・トゥ・ザ・キング』を発売。全英アルバムチャート、Billboard 200チャートともに初登場1位を記録した。なお、アメリカでの初週売上枚数は159,000枚である。
2016年10月、7枚目のアルバム『ザ・ステージ』を発売。Billboard 200チャートで初登場4位を記録した。
2023年6月、8枚目のアルバム『Life Is but a Dream...』を発売。

## バンドメンバー
- M.シャドウズ (Matthew Charles Sanders a.k.a. M.Shadows, 1981年7月31日 - ) - リードボーカル
- ザッキー・ヴェンジェンス (Zachary James Baker a.k.a. Zacky Vengeance, 1981年12月11日 - ) - リズムギター、ボーカル
- シニスター・ゲイツ (Brian Elwin Haner, Jr. a.k.a. Synyster Gates, 1981年7月7日 - ) - リードギター、ボーカル
- ジョニー・クライスト (Jonathan Lewis Seward a.k.a. Johnny Christ, 1984年11月18日 - ) - ベース
- ブルックス・ワッカーマン("Brooks Wackerman",1977年2月15日 - ) - ドラムス

元メンバー
- ザ・レヴ (James Owen Sullivan a.k.a. The Reverend Tholomew Plague, 1981年2月9日 - 2009年12月28日) - ドラムス、ボーカル
- エレン・イラハイ (Arin Ilejay) - ドラムス
- マット・ウェント (Matt Wendt) - ベース
- ジャスティン・セイン (Justin Sane) - ベース
- デミオン・アッシュ (Dameon Ash) - ベース

## ディスコグラフィー

### アルバム
| 年                                        | タイトル                     | アルバム詳細 | チャート最高位 | チャート最高位 | チャート最高位 | チャート最高位 | チャート最高位 | チャート最高位 | チャート最高位 | チャート最高位 | チャート最高位 | チャート最高位 | 認定                                          |
| 年                                        | タイトル                     | アルバム詳細 | US             | AUS            | CAN            | FIN            | IRL            | JPN            | NOR            | NZ             | SWE            | UK             | 認定                                          |
| ----------------------------------------- | ---------------------------- | --- | -------------- | -------------- | -------------- | -------------- | -------------- | -------------- | -------------- | -------------- | -------------- | -------------- | --------------------------------------------- |
| 2001                                      | Sounding the Seventh Trumpet | - 発売日: 2001年1月31日 - レーベル: Good Life, Hopeless - フォーマット: CD, LP, digital download - 全米売上: 31万枚 | —              | —              | —              | —              | —              | 176            | —              | —              | —              | —              |                                               |
| 2003                                      | Waking the Fallen            | - 発売日: 2003年8月26日 - レーベル: Hopeless - フォーマット: CD, LP, digital download - 全米売上: 69.3万枚          | 10             | 34             | —              | —              | —              | 176            | —              | —              | —              | 35             | - US: ゴールド - CAN: ゴールド - UK: シルバー |
| 2005                                      | City of Evil                 | - 発売日: 2005年6月7日 - レーベル: Warner Bros. - フォーマット: CD, LP, digital download - 全米売上: 150万枚        | 30             | —              | —              | —              | —              | 16             | —              | —              | —              | 63             | - US: プラチナ - CAN: ゴールド - UK: ゴールド |
| 2007                                      | Avenged Sevenfold            | - 発売日: 2007年10月30日 - レーベル: Warner Bros. - フォーマット: CD, LP, digital download - 全米売上: 96万枚       | 4              | 37             | 6              | —              | 41             | 12             | —              | —              | —              | 24             | - US: ゴールド - UK: ゴールド                 |
| 2010                                      | Nightmare                    | - 発売日: 2010年7月27日 - レーベル: Warner Bros. - フォーマット: CD, LP, digital download - 全米売上: 81.8万枚      | 1              | 9              | 2              | 1              | 9              | 12             | 14             | 2              | 9              | 5              | - US: ゴールド - CAN: プラチナ - UK: ゴールド |
| 2013                                      | Hail to the King             | - 発売日: 2013年8月27日 - レーベル: Warner Bros. - フォーマット: CD, LP, digital download - 全米売上: 64.3万枚      | 1              | 2              | 1              | 1              | 1              | 15             | 3              | 3              | 4              | 1              | - US: ゴールド - CAN: プラチナ - UK: シルバー |
| 2016                                      | The Stage                    | - 発売日: 2016年10月28日 - レーベル: Capitol - フォーマット: CD, LP, digital download - 全米売上: 7.2万枚           | 4              | 4              | 1              | 10             | 16             | —              | 16             | 9              | 37             | 13             |                                               |
| 2023                                      | Life Is but a Dream...       | - 発売日: 2023年6月2日 - レーベル: Warner Bros. - フォーマット: CD, LP, digital download                            | 13             | 46             | 11             | 20             | 27             | 46             | —              | 29             | —              | 21             |                                               |
| "—"は未発売またはチャート圏外を意味する。 |                              | |                |                |                |                |                |                |                |                |                |                |                                               |

#### シングル
- バーン・イット・ダウン - "Burn It Down" (2005年)
- バット・カントリー - "Bat Country" (2005年)
- ビースト・アンド・ザ・ハーロット - "Beast and the Harlot" (2006年)
- シーズ・ザ・デイ - "Seize the Day" (2006年)
- クリティカル・アクレーム - "Critical Acclaim" (2007年)
- オールモスト・イージー - "Almost Easy" (2007年)
- アフターライフ - "Afterlife" (2008年)
- ディア・ゴッド - "Dear God" (2008年)
- スクリーム - "Scream" (2008年)
- ナイトメア - "Nightmare" (2010年)
- ウェルカム・トゥ・ザ・ファミリー - "Welcome to the Family" (2010年)
- ソー・ファー・アウェイ - "So Far Away" (2011年)
- ノット・レディ・トゥ・ダイ - "Not Ready To Die" (2011年 『コール オブ デューティ ブラックオプス』挿入曲)
- キャリー・オン - "Carry On" (2012年 『コール オブ デューティ ブラックオプス2』挿入曲)

#### 参加アルバム
- Bleeding Through - "Savior, Saint, Salvation" feat. M. Shadows & Synyster Gates (Portrait of the Goddess, 2002年)
- Death by Stereo - "Entombed We Collide" feat. M. Shadows (Death for Life, 2005年)
- Death by Stereo - "This Is Not the End" feat. M. Shadows (Death for Life, 2005年)
- Cowboy Troy - "Buffalo Stampede" feat. M. Shadows (Black in the Saddle, 2007年)
- Good Charlotte - "The River" feat. M. Shadows & Synyster Gates (Good Morning Revival, 2007年)
- Steel Panther - "Turn Out the Lights" feat. M. Shadows (Feel the Steel, 2009年)
- Burn Halo - "Dirty Little Girl" feat. Synyster Gates (Burn Halo, 2009年)
- Burn Halo - "Anejo" feat. Synyster Gates (Burn Halo, 2009年)
- Slash - "Nothing to Say" feat. M. Shadows (Slash, 2010年)
- Dirty Heads - "Check the Level" feat. M. Shadows (Any Port in a Storm feat. Slash, 2010年)
- Hell or Highwater - "Go Alone" feat. M. Shadows (Begin Again, 2011年)
- Fozzy - "Sandpaper" feat. M. Shadows (Sin and Bones, 2012年)
- Pitch Black Forecast - "Landmine" feat. M. Shadows (Burning in Water... Drowning in Flame, 2012年)
- Machine Gun Kelly - "Save Me" feat. M. Shadows & Synyster Gates (Lace Up, 2012年)
- AxeWound - "Vultures" feat. Synyster Gates (Vultures, 2012年)
- Device - "Haze" feat. M. Shadows (Device, 2013年)
- Atreyu - "Super Hero" feat. M. Shadows (In Our Wake, 2018年)

#### DVD
- オール・エクセス - All Excess (2006年)
- ライヴ・イン・ザ・LBC&ダイアモンズ・イン・ザ・ラフ - Live in the LBC & Diamonds in the Rough (2008年)

## 来日・日本公演
2006年
- Summer Sonic '06 -
- 08月12日 - 千葉 (千葉マリンスタジアム)
- 08月13日 - 大阪 (WTCオープンエアースタジアム)

2007年
- Summer Sonic '07 -
- 08月12日 - 大阪 (WTCオープンエアースタジアム)
- 08月13日 - 千葉 (千葉マリンスタジアム)

2008年
- JAPAN TOUR 2008 #1 -
- 01月06日 - 東京 (新木場STUDIO COAST)
- 01月08日 - 名古屋 (Club Diamond Hall)
- 01月09日 - 大阪 (なんばHATCH)
- 01月11日 - 横浜 (BLITZ)

- JAPAN TOUR 2008 #2 -
- 10月15日 - 大阪 (なんばHATCH)
- 10月16日 - 名古屋 (Club Diamond Hall)

- LOUD PARK '08 -
- 10月18日 - 埼玉 (さいたまスーパーアリーナ)

- AVENGED SEVENFOLD vs BULLET FOR MY VALENTINE SPECIAL GIG -
- 10月20日 - 東京 (新木場STUDIO COAST)

2010年
- LOUD PARK '10 -
- 10月16日 - 神戸 (神戸ワールド記念ホール)
- 10月17日 - 埼玉 (さいたまスーパーアリーナ)

2012年
- JAPAN TOUR '12 -
- 04月14日 - 神奈川(川崎 CLUB CITTA')
- 04月16日 - 東京 (Zepp Tokyo)
- 04月18日 - 名古屋(CLUB DIAMOND HALL)
- 04月19日 - 大阪 (なんばHATCH)

2014年
- Summer Sonic '14 -
- 08月16日 - 千葉 (千葉マリンスタジアム)
- 08月17日 - 大阪 (WTCオープンエアースタジアム)